# L'ultimo combattimento
L'ultimo combattimento è un film del 1941 diretto da Piero Ballerini.